# Adam Gruca
Adam Gruca (ur. 3 grudnia 1893 w Majdanie Sieniawskim, zm. 3 czerwca 1983 w Warszawie) – polski lekarz ortopeda, profesor nauk medycznych.

## Życiorys
Urodził się w chłopskiej rodzinie. Edukację rozpoczął w 1902 w 4-letniej Szkole Powszechnej w Majdanie Sieniawskim. Następnie uczęszczał do gimnazjum w Jarosławiu (finansowo wspomagany przez stypendium z Ordynacji Książąt Czartoryskich), należał jednocześnie w latach 1909–1913 do Polskich Drużyn Strzeleckich i organizacji skautowskiej w Jarosławiu. Od 1910 był także członkiem Organizacji Młodzieży Narodowej, a latach 1911–1913 kierownikiem „Zarzewia” w Jarosławiu. Po ukończeniu w 1913 gimnazjum i zdaniu matury podjął studia medyczne na Wydziale Lekarskim Uniwersytetu Lwowskiego. Od 1 lipca 1914 do 31 października 1918 służył jako lekarz w armii austriackiej. Walczył na froncie rosyjskim, rumuńskim, włoskim. Od 6 listopada 1918 ochotnik w Wojsku Polskim, w stopniu podporucznika został przydzielony do 6. pułku ułanów, a następnie do Szpitala Wojskowego we Lwowie oraz do 34. pułku piechoty. Był uczestnikiem obrony Lwowa w 1918, wojny polsko-bolszewickiej 1920 oraz kampanii litewskiej. Po demobilizacji w 1921 (a także z przerwami wcześniej – od 1917) kontynuował we Lwowie studia medyczne, uzyskując 24 czerwca 1922 dyplom doktora wszech nauk lekarskich. W latach 1921–1928 był asystentem w Klinice Chirurgicznej Uniwersytetu Lwowskiego u prof. Hilarego Schramma, a po habilitacji (na podstawie rozprawy „O skostnieniach pozaszkieletowych”) w 1928 docentem Katedry i Kliniki Chirurgicznej Uniwersytetu Jana Kazimierza we Lwowie, gdzie rozpoczął wykłady z chirurgii ogólnej i urazowej. W 1931 odbył praktykę ortopedyczną w Bolonii i w Nowym Jorku, zaś od 1938 był profesorem tytularnym UJK. W latach 1931–1939 pracował jako ordynator Oddziału Chirurgicznego Szpitala Ubezpieczalni Społecznej we Lwowie.

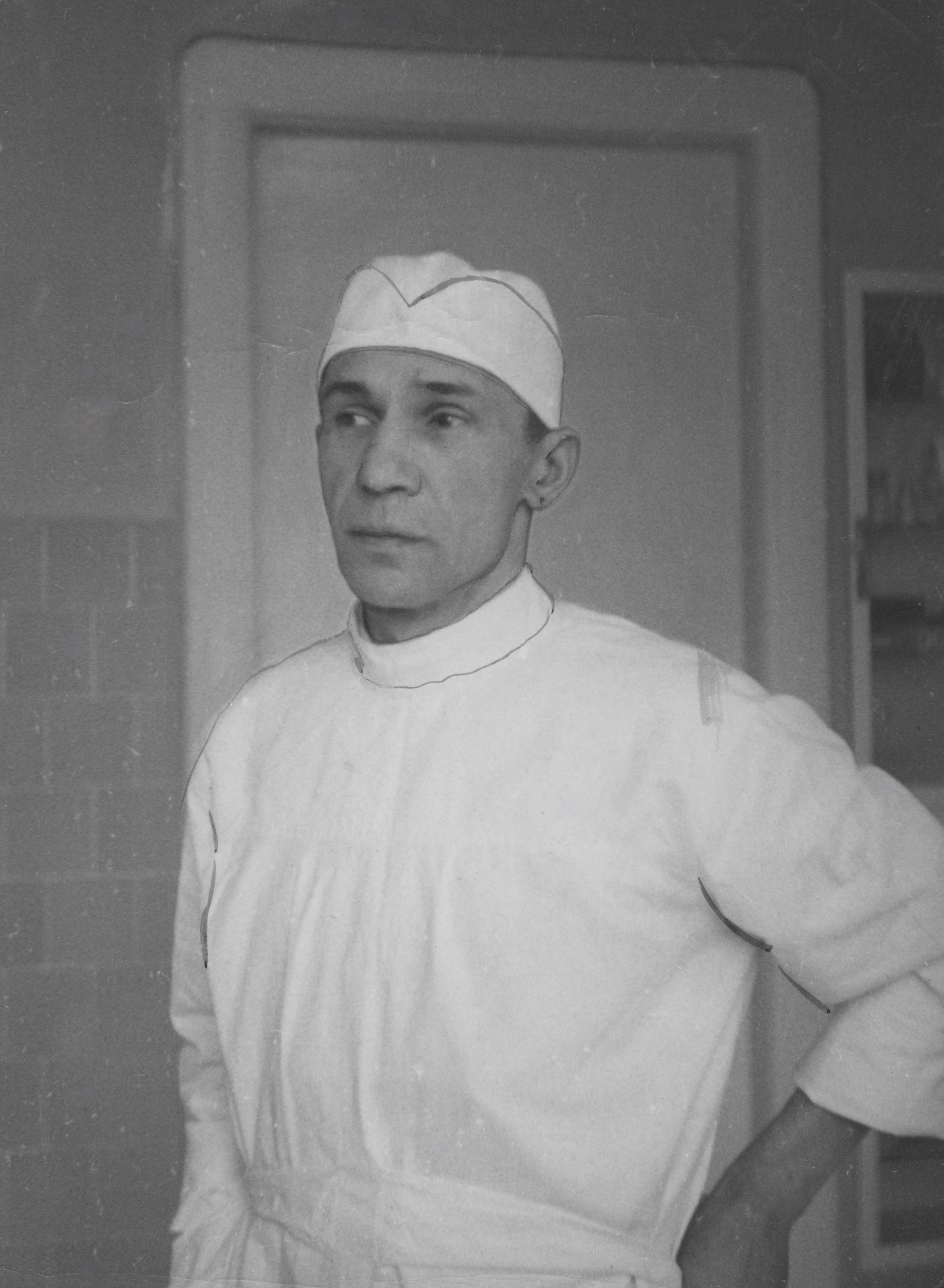
Adam Gruca przed 1939

W kampanii wrześniowej brał udział w obronie Lwowa – był naczelnym chirurgiem szpitala wojskowego mieszczącego się w gmachu głównym Politechniki Lwowskiej. W okresie pierwszej okupacji sowieckiej (1939–1941) był kierownikiem Kliniki Chirurgii Ogólnej Lwowskiego Instytutu Medycznego, pełniąc jednocześnie funkcję szefa sanitarnego w Komendzie Obszaru ZWZ (w tym czasie operował m.in. nogę płk. Zygmunta Cšadka). W czasie okupacji niemieckiej (od lipca 1941) pracował jako wykładowca medycznych kursów zawodowych we Lwowie. Zagrożony aresztowaniem przez Niemców i śmiercią ze strony UPA we wrześniu 1943 opuścił Lwów i ukrywał się w Kalwarii Zebrzydowskiej.
Po wojnie, w roku 1947 został profesorem nadzwyczajnym UW i otrzymał stanowisko kierownika III Katedry i Kliniki Chirurgicznej Szpitala Dzieciątka Jezus. W latach 1950–1960 był również krajowym specjalistą ortopedii i traumatologii oraz konsultantem naukowym w filii Kliniki w Konstancinie. Prowadził wykłady dla studentów z chirurgii leczenia gruźlicy kości i stawów, ortopedii i traumatologii narządu ruchu. Sprawował też funkcję kierownika oddziału rehabilitacji w Ciechocinku. W 1955 został profesorem zwyczajnym. Przeprowadzał zabiegi operacyjne między innymi w sanatorium dziecięcym Górka w Busku-Zdroju.
Jego uczniem był prof. Witold Ramotowski. Był kierownikiem specjalizacji w ortopedii 60 lekarzy, promotorem 20 prac doktorskich, habilitował 12 doktorów medycyny, a mianowicie: Mariana Garlickiego, Zygmunta Ambrosa, Józefa Kowalskiego, Gabriela Wejsfloga, Stefana Łukasika, Romualdę Serafin, Stefana Malawskiego, Józefa Rancewicza, Mariana Weissa, Tomasza Żuka, Tadeusza Witwickiego i Donata Tylmana, dziesięciu z nich uzyskało później tytuł profesora.
Był członkiem PAU, członkiem rzeczywistym PAN (od 1966), członkiem honorowym Polskiego Towarzystwa Ortopedycznego i Traumatologicznego. W 1974 został wybrany członkiem honorowym Międzynarodowego Towarzystwa Chirurgii Ortopedycznej i Traumatologii. 

Opublikował ok. 170 prac naukowych, był twórcą i najwybitniejszym przedstawicielem warszawskiej szkoły ortopedycznej i traumatologicznej. Obok polskich ortopedów: Ireneusza Wierzejewskiego, Franciszka Raszei i Wiktora Degi z Poznania oraz Donata Tylmana i Adolfa Wojciechowskiego z Warszawy należał do czołówki najlepszych lekarzy w swojej specjalności. 

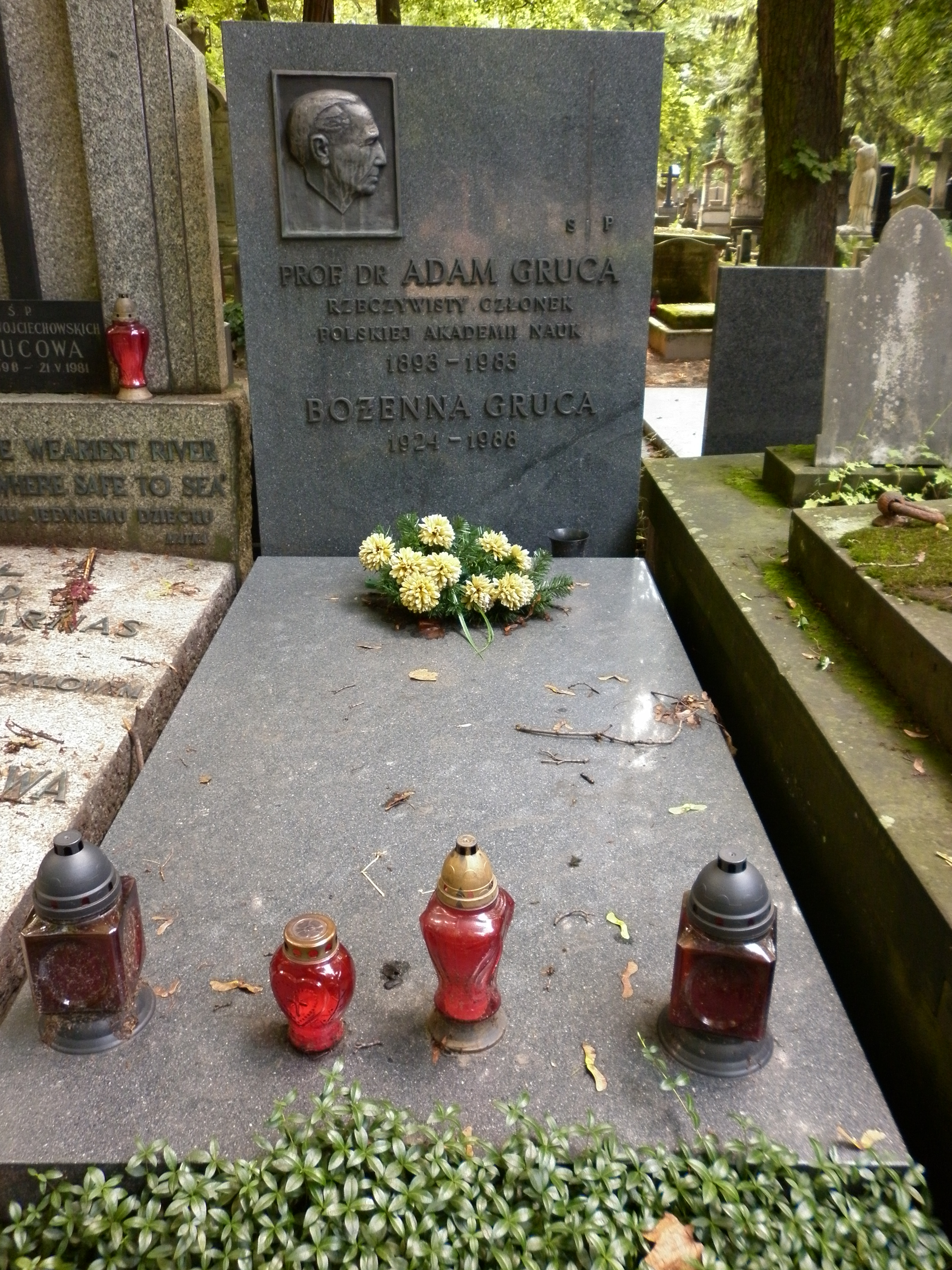
Grób Adama Grucy na cmentarzu Powązkowskim w Warszawie

Zmarł w Warszawie, pochowany na cmentarzu Powązkowskim (kwatera 32-2-29).

## Życie prywatne
Był żonaty z Heleną Wojciechowską, z którą miał jedną córkę, Bożennę (1924–1988).
Był świetnym rzeźbiarzem i rysownikiem.

## Ordery i odznaczenia
- Order Sztandaru Pracy I klasy[15] (dwukrotnie: 1959, 1977)[16]
- Krzyż Komandorski Orderu Odrodzenia Polski (23 listopada 1954)[17][15][18]
- Złoty Krzyż Zasługi (1948)[15]
- Medal 10-lecia Polski Ludowej (13 stycznia 1955)[19]
- Medal Dziesięciolecia Odzyskanej Niepodległości[15]
- Odznaka Orląt Lwowskich[15]

## Wyróżnienia
- Doktor honoris causa:
  - Akademii Medycznej w Warszawie (1975)[2]
  - Akademii Medycznej we Wrocławiu (1982)[15]
- Honorowy Obywatel Jarosławia (1977)

## Upamiętnienie
- Ulice w Jarosławiu i Słupsku nazwano imieniem prof. Adama Grucy.
- Prof. Adam Gruca jest patronem Samodzielnego Publicznego Szpitala Klinicznego Centrum Medycznego Kształcenia Podyplomowego w Otwocku[20].
- W grudniu 2023, z okazji 130. rocznicy urodzin prof. Adama Grucy, w Klinice Ortopedii i Traumatologii Narządu Ruchu UCK WUM w szpitalu przy ul. Lindleya 4, którą Profesor kierował w latach 1947–1964, odsłonięto tablicę pamiątkową[21].